# Paula Blank
Paula Blank (* 23. März 1887 in Wallensen; † 17. Mai 1967 in Tel Aviv) war eine deutsche Bibliothekarin.

## Leben
Paula Blank war die Tochter von Ely Blank (1839–1926), Kaufmann und Fabrikant, und von Sophie Blank, geb. Levy (1851–1892) aus Wallensen (Weserbergland). Im Jahre 1911 absolvierte sie den Kursus der Bibliothekarinnen-Schule im Abgeordnetenhaus in Berlin (Leitung: August Wolfstieg), einer von zwei damals bestehenden Ausbildungseinrichtungen. 1913 kam sie zur Ableistung des obligaten praktischen Jahrs an die Königliche und Provinzial-Bibliothek Hannover (die heutige Gottfried Wilhelm Leibniz Bibliothek), um 1914 die Diplomprüfung für den mittleren Dienst an wissenschaftlichen Bibliotheken zu bestehen. Ab Mai 1914 war sie als Volontärin in der Königlichen und Provinzial-Bibliothek Hannover tätig und wurde am 1. Juli 1914 als Bibliotheks-Assistentin eingestellt. Sie wurde gefördert vom damaligen Bibliotheksdirektor Karl Kunze (1863–1927). Im Jahre 1922 erfolgte die Ernennung zur Bibliotheks-Sekretärin, 1925 zur Bibliotheks-Obersekretärin.
1933 wurde sie – wie ihr Kollege Werner Kraft – nach dem sogenannten „Gesetz zur Wiederherstellung des Berufsbeamtentums“ als Jüdin entlassen. Nach ihrer Beurlaubung aus dem Bibliotheksdienst (am 1. September 1933 erfolgte die amtliche „Versetzung in den Ruhestand“) hielt sie sich Ende Juni 1933 in Ascona (Schweiz) auf, um dann nach Jerusalem zu emigrieren. Später lebte sie zusammen mit ihrer Schwester, der Sozialarbeiterin Gertrud Blank (1892–1981) in Tel Aviv. Ihr Bruder Albert Blank (1885–1963), später Geschäftsführer der Teppichwerke Otto Kuhlmann & Co in Hameln, emigrierte 1936 mit der Familie nach England.